# Turbo Out Run
Turbo Out Run är ett racingarkadspel utvecklat av Sega som släpptes 1989. Det släpptes dels som ett självständigt spel och som ett uppgraderingspaket till mönsterkortet till originalspelet Out Run.